# CF La Unión
Club de Fútbol La Unión byl španělský fotbalový klub sídlící ve městě La Unión v Murcijském regionu. Klub byl založen v roce 2011 po přestěhování klubu Caravaca CF do města La Unión, zanikl v roce 2012 po nesplnění závazků vůči hráčům (výplaty atd.) a jejich následnému hromadnému odchodu.
Své domácí zápasy hrál klub na stadionu Polideportivo Municipal de La Unión s kapacitou 3 500 diváků.

## Umístění v jednotlivých sezonách
Legenda: Z - zápasy, V - výhry, R - remízy, P - porážky, VG - vstřelené góly, OG - obdržené góly, +/- - rozdíl skóre, B - body, červené podbarvení - sestup, zelené podbarvení - postup, světle fialové podbarvení - přesun do jiné soutěže
| Sezóny  | Liga                        | Úroveň | Z  | V  | R | P  | VG | OG | B   | +/- | Pozice |
| ------- | --------------------------- | ------ | -- | -- | - | -- | -- | -- | --- | --- | ------ |
| 2011/12 | Segunda División B – sk. IV | 3      | 38 | 10 | 8 | 20 | 33 | 49 | -16 | 38  | 18.    |